# جنوب غرب إفريقيا الألمانية
جنوب غرب إفريقيا الألمانية (بالألمانية: Deutsch-Südwestafrika)‏ كانت مستعمرة للإمبراطورية الألمانية في الفترة بين سنوات 1884 و1915، على الرغم من عدم اعتراف ألمانيا بخسارتها لتلك المنطقة حتى معاهدة فرساي سنة 1919. بمساحة إجمالية تصل إلى 835،100 كيلومتر مربع، بلغت مساحتها مرة ونصف أكثر من مساحة أراضي الإمبراطورية الألمانية في أوروبا وقتها. بلغ تعداد سكان المستعمرة من الألمان 2،600.
تخلل الحكم الألماني لتلك المنطقة العديد من التمردات من قِبل الشعوب الإفريقية من السكان المحليين، بلغت أوجها في حملة الأعمال الانتقامية الألمانية منذ سنوات 1904 وحتى 1908 والمعروفة باسم الإبادة الجماعية لهيريرو وناما.
في سنة 1915، خلال الحرب العالمية الأولى، احتُلت غرب إفريقيا من الحلفاء الغربيين بواسطة القوات البريطانية والجنوب إفريقية. بعد الحرب، استولى اتحاد جنوب إفريقيا (جزء من الإمبراطورية البريطانية) على إدارتها وأصبحت منطقة جنوب غرب إفريقيا تحت الانتداب. استقلت المنطقة باسم ناميبيا بتاريخ 21 مارس سنة 1990.

## المستعمرات القديمة
كان أول اتصال أوروبي مع المناطق التي أصبحت لاحقًا جنوب غرب إفريقيا الألمانية عن طريق التجار والبحارة، وبدأ في يناير 1486 حين رسى المستكشف البرتغالي ديوغو كاو، وربما صحبه مارتين بهايم، في كيب كروس. ولكن، بقيت المستعمرات الأوروبية لعدة قرون محدودة ومؤقتة.
في فبراير 1805، بدأت جمعية التبشير بلندن حملة تبشيرية صغيرة في بليديفيرواتش، لكن تلك المجموعة لم تحقق النجاح المنشود. في عام 1840، نقلت جمعية التبشير في لندن جميع أنشطتها إلى جمعية التبشير الراينية الألمانية. كان من بين الممثلين الأوائل لتلك المنظمة فرانز هاينريش كلاينشميت (الذي وصل في أكتوبر 1842) وكارل هوغو هان (الذي وصل في ديسمبر 1842). بدؤوا في إنشاء الكنائس عبر المنطقة. أحدث المبشرون الراينيون تأثيرًا ملحوظًا في البداية على الثقافة والزي، ولاحقًا على السياسة. خلال نفس الفترة التي كان المبشرون الراينيون نشطين فيها، كان التجار والمزارعون يؤسسون مواقعهم.

## التاريخ القديم
في 16 نوفمبر 1882، طلب تاجر ألماني من بريمين، يُدعى إدوارد لوديريتز، الحماية على محطة خطط لبنائها في جنوب غرب إفريقيا من أوتو فون بسمارك. بمجرد منحه الحماية، اشترى موظفه، هاينريش فوغيلزانغ أرضًا من زعيم محلي وأسس مدينة في أنغرا بيكوينا والتي أُعيد تسميتها بلودريتز. في 24 أبريل 1884، وُضعت المنطقة تحت حماية الإمبراطورية الألمانية ليُمنع التدخل البريطاني. في بداية عام 1884، زار زورق المدفعية إس إم إس ناوتيلوس المنطقة لاستطلاع الموقف. أدى تقرير مؤيد من الحكومة، بالإضافة إلى إذعان البريطانيين إلى زيارة من الفرقاطتين لايبتسيش وإيليزابيث. رُفع العلم الألماني أخيرًا في جنوب غرب إفريقيا في 7 أغسطس 1884. أُقرت أحقية ألمانيا بتلك الأرض خلال مؤتمر برلين. في أكتوبر، وصل المفوض المُعين حديثًا لغرب إفريقيا، غوستاف ناختيجال، على متن زورق المدفعية ميفي.
في أبريل 1885، تأسست الجمعية الاستعمارية الألمانية لجنوب غرب إفريقيا، والمعروفة بـ DKGSWA، بدعم من المصرفيين الألمان (جيرسون فون بليشرودر وأدولف فون هانسيمان) ورجال الصناعة ( غيدو هينكل فون دونرسمارك) والسياسيين (فرانكفورت مايور ويوهان فون ميكيل). مُنحت الجمعية الاستعمارية الألمانية لجنوب غرب إفريقيا حقوق الاحتكار للاستفادة من الرواسب المعدنية. اشترت الجمعية الجديدة بعد فترة قصيرة الأصول الخاصة بمشاريع لودريتز المتعسرة. لاحقًا في عام 1908، اكتُشف الألماس. وبالتالي أصبح من الاستثمارات الكبيرة بجانب الذهب والنحاس والبلاتنيوم والمعادن الأخرى.
غرق لودريتز في عام 1886 أثناء حملة إلى نهر أورانج. اشترت الشركة كافة أراضيه وحقوق التعدين الممنوحة له، اتباعًا لسياسة بيزمارك بأن تُستخدم الأموال الخاصة وليست العامة لتطوير المستعمرات. في مايو، عُين هاينريش إرنست غورينغ مفوضًا وأسس لإدارته في أوت جيمبي نجوى. في 17 أبريل 1886، مُرر قانون لتكوين النظام القضائي للمستعمرة، خالقًا نظامًا مزدوجًا بقوانين خاصة بالأوروبيين وأخرى للسكان المحليين.
خلال السنوات التالية، استمرت العلاقات بين المستوطنين الألمان والسكان الأصليين في الاتجاه نحو الأسوأ. إضافة إلى ذلك، استمرت المستوطنة البريطانية في ولفس بي، وهو جيب ساحلي في جنوب غرب إفريقيا، في التطور، وانتقل العديد من المزارعين والمبشرين إلى المنطقة. ازدادت الاضطرابات بسبب شبكة معقدة من المعاهدات والاتفاقيات وعمليات الثأر. في عام 1888 وصلت أول مجموعة من قوات حامية شوتزتروبه الاستعمارية، والتي أُرسلت لحماية القاعدة العسكرية في أوتجيمبينجوي.
في عام 1890، أُعلنت مستعمرة تابعة للتاج الألماني، وأُرسلت المزيد من القوات. في يوليو من نفس العام، وفي إطار معاهدة هيليغولاند-زنجبار بين بريطانيا وألمانيا، نمت المستعمرة في الحجم من خلال الاستحواذ على قطاع كابريفي في الشمال الشرقي، مبشرةً بطرق تجارية جديدة إلى المناطق الداخلية.
في وقت متزامن تقريبًا، بين شهري أغسطس وسبتمبر 1892، تأسست شركة جنوب غرب إفريقيا المحدودة (SWAC) بواسطة الألمان، بينما ساعد الممولون كل من البريطانيين وحكومات مستعمرة كيب على جمع الأموال المطلوبة لتكبير الاستثمار المعدني (خاصة امتيازات دامارالاند من مخزون النحاس).
كانت جنوب غرب إفريقيا الألمانية المستعمرة الوحيدة التي استوطنها الألمان بأعداد كبيرة. جذبت المستعمرة المستوطنين الألمان بسبب الفرص الاقتصادية في تعدين الألماس والنحاس، وكذلك الزراعة على وجه الخصوص. في عام 1902، وصل عدد قاطني المستوطنة إلى 200,000، على الرغم من أن 2,595 فقط من بينهم سُجلوا كألمان، بينما كان عدد الأفريقان 1,354 وكان عدد البريطانيين 452. بحلول عام 1914، وصل 9,000 مستوطن ألماني آخر. ربما كان هناك قرابة 80,000 من شعب الهيريرو، و 60,000 من شعب أوفامبو، و 10,000 من شعب ناما، الذين أُشير إليهم بالخويخوئيين.

## التمرد ضد الحكم الألماني وإبادة الهيريرو والناماغوا

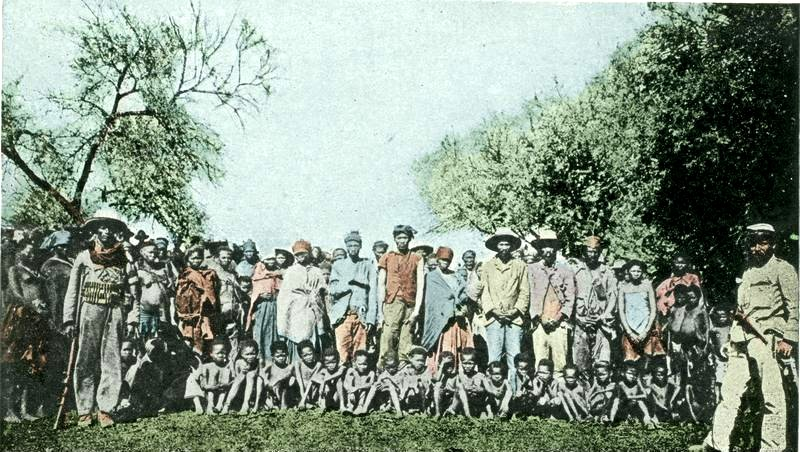
أسرى من شعب الناما عام 1900

خلال عامي 1893 و1994، وقعت «انتفاضة هوتينتوت» الأولى لشعب الناما وقائدهم الأسطوري هندريك ويتبوي. شهدت الأعوام اللاحقة المزيد من الانتفاضات المحلية ضد الحكم الألماني. قبل إبادة الهيريرو والناماغوا في 1904–1907، وجد الهيريرو والناما ما يكفي من الأسباب للارتياب من الألمان، ما وصل أوجه في تمرد خاوا-مباندجيرو. حاول الألمان خلال هذا التمرد السيطرة على الخاوا عن طريق مصادرة أملاكهم تحت غطاء الآراء القانونية الأوروبية المتعلقة بالتملك (ما انتُقد في الوطن لعدم كونه إصلاحًا حقيقيًا للتصور الخاص بالملكية القبلية الجماعية). أدى ذلك إلى أكبرالتمردات، والمعروف بحروب هيريرو (أو إبادة هيريرو) في 1904.
هوجمت المزارع النائية، وقُتل قرابة 150 ألمانيًا. لم تكن قوات شوتزتروبه التي كان عددها 766 فقط والقوات المعاونة المحلية، في البداية، مكافئة للهيريرو. شن الهيريرو هجومًا، وحاصروا أوكاهانديا وويندهوك لبعض الوقت، وحطموا جسر السكك الحديدية المؤدي إلى أوسونا. أُرسل 14,000 مقاتل بسرعة من ألمانيا تحت قيادة الفريق لوثار فون تروثا، وسحقوا التمرد في معركة ووتربيرج.
في وقت سابق، أرسل فون تروثا تحذيرًا نهائيًا لشعب الهيريرو، منكرًا حقهم في أن يكونوا من الرعية الألمان وأمرهم بمغادرة البلاد، أو يُقتلون. من أجل الهرب، انسحب الهيريرو إلى إقليم أوماهيكي المجدب، وهو الظهير الغربي لصحراء كالاهاري، حيث مات الكثير منهم عطشًا. حرست القوات الألمانية كل مصادر المياه وأُعطيت الأوامر بإطلاق الرصاص على أي ذكر بالغ من الهيريرو في مرمى البصر. تمكن القليل من الهيريرو فقط من الهرب إلى المناطق البريطانية المجاورة.

أشاد التقرير العسكري الألماني للحملة بالتكتيك المتبع:
يُظهر الإقدام الجرئ بشدة القدرة الوحشية للقيادة الألمانية على ملاحقة عدوهم المهزوم. لم يبخلوا بجهودهم ولا تضحياتهم في القضاء على آخر ما تبقى من مقاومة العدو. مثل الوحش الجريح، لوحق العدو من بئر ماء إلى آخر حتى أصبح في النهاية ضحية لبيئته. أكملت صحراء أوماهيكي القاحلة ما بدأه الجيش الألماني: إبادة شعب الهيريرو.

— بلي، 1971: 162
في نهاية عام 1904، انضم شعب اللاما للنضالات ضد القوة الاستعمارية تحت قيادة هندريك ويتبوي ويعقوب مورينجا الذي أُشير إليه بـ «نابليون الأسود»، على الرغم من خسارته لغالبية معاركه. قُمعت تلك الانتفاضة في النهاية خلال 1907–1908. في المجمل، قتل خلال المعارك ما بين 25,000 و100,000 من الهيريرو، وأكثر من 10,000 من الناما، بالإضافة إلى 1,749 ألمانيًا.
بعد انتهاء الصراع رسميًا، عندما أُطلق سراح من تبقى من السكان الأصليين، تعرضوا لسياسات تجريد الملكية والترحيل وأعمال السخرة والتمييز العرقي والتفرقة في نظام مارس الأبارتايد بعدة طرق. لا تزال الإبادة مرتبطة بالهوية الإثنية في نامبيا المستقلة وبالعلاقات مع ألمانيا.
اعترض البريطانيون المجاورون على ما اعتبروه سياسة ألمانية غير إنسانية. شمل ذلك الإبقاء على عدد من معسكرات الاعتقال في المستعمرة خلال حربهم ضد شعبي الهيريرو والناما. بالإضافة إلى تلك المعسكرات، أُدخل السكان الأصليون في أماكن أخرى. شمل ذلك الأعمال الخاصة ومشاريع الحكومة، والسفن في أعالي البحار، وإتابن كوماندو Etappenkommando المسؤولة عن إمداد الشركات بالمسجونين والسجون الخاصة ..إلخ، بالإضافة إلى أي من الموارد الأخرى. اشتملت معسكرات الاعتقال على ظروف سيئة من ناحية النظافة واعتماد قواعد الصحة العامة بالإضافة إلى كثافة سكانية قد تؤدي إلى الأمراض. استُخدم المسجونون كعمال بالسخرة في المناجم والسكك الحديدية التي يستخدمها الجيش والمستوطنون.
اعترفت الأمم المتحدة وجمهورية ألمانيا الاتحادية بإبادة الهيريرو والناماغوا. في الذكرى المئوية لتأسيس المعسكر، أحيت وزيرة التعاون الاقتصادي والتنمية، هيديمارى ويكزوريك زيول، ذكرى القتلى في الموقع واعتذرت عن المعسكر بالنيابة عن ألمانيا.